# 仁愛高等学校
仁愛高等学校（じんあいこうとうがっこう）は、福島県会津若松市にある私立の看護高等学校。

## 概要
学校法人温知会が運営している。旧校名は会津杏林学園高等学校だった。なお、財団法人温知会会津中央病院の関連学校である。

## 設置学科
- 衛生看護科
- 看護専攻科

## 沿革
- 1968年（昭和43年） - 会津杏林学園高等学校として創立する。
- 2002年（平成14年） - 校名を仁愛高校と改称する[1]。

## 部活動
- ソフトテニス部
- テニス部
- ライフル射撃部
- 剣道部
- 軽音楽部
- ブラスバンドクラブ

## 交通
- JR磐越西線 会津若松駅より会津バスの中央病院・居合団地線に乗車、「仁愛高校前」バス停下車。

## 関連校
- 仁愛看護福祉専門学校